# Clitocybe robusta
Clitocybe robusta är en svampart som beskrevs av Peck 1897. Clitocybe robusta ingår i släktet Clitocybe och familjen Tricholomataceae.  Arten är reproducerande i Sverige. Inga underarter finns listade i Catalogue of Life.